# L'Étang-Vergy
 L'Étang-Vergy  là một xã ở tỉnh Côte-d’Or trong vùng Bourgogne-Franche-Comté, phía đông nước Pháp. Xã L'Étang-Vergy nằm ở khu vực có độ cao từ 302-500 mét trên mực nước biển.